# Gérard Blanc
Pour les articles homonymes, voir Blanc (homonymie).
Ne doit pas être confondu avec Gérard Blanchard.
Gérard Blanc est un chanteur, guitariste et acteur français né le 8 décembre 1947 à Boulogne-Billancourt, et mort le 25 janvier 2009 à Paris 17e. 
Membre du groupe Martin Circus de 1971 à sa dissolution en 1988, il est également connu pour ses chansons en solo Une autre histoire (1986) et Du soleil dans la nuit (1988).

## Biographie
Adepte de la musique de Ray Charles et de Little Richards, Gérard Blanc crée son premier groupe au début des années 1960 : il est membre fondateur du groupe Windings (1963-1967), avec Christian Vaysse (piano et chant), Jean-Jacques Peruchon (guitare basse) et Gérard Gabalde (chant/harmonica), rebaptisé Les Balthazar à l'arrivée de Sylvain Pauchard (dit « Posch »), « Bunny » Raduszinski et Noël Chavenois. Leurs titres phares en 1969 sont Samantha, Le Monde en papier et Maura Maura.
En 1971, il rejoint avec Sylvain Pauchard le groupe Martin Circus en remplacement des chanteurs Patrick Dietsch et Paul-Jean Borowski. Avec ce groupe, il obtient dès lors un énorme succès dans les discothèques grâce Je m'éclate au Sénégal, puis Ma-ry-lène, adaptation de la chanson américaine Barbara Ann popularisée par les Beach Boys en 1965. Toujours au sein de Martin Circus, il interprète en 1973 Danton dans le premier opéra-rock français, La Révolution française de Claude-Michel Schönberg, Alain Boublil et Jean-Max Rivière, et participe à deux films : Les Bidasses en folie (1971), avec les Charlots, et Les Bidasses en vadrouille (1979).
À la suite de dissensions, Sylvain Pauchard et Alain Pewzner prennent leurs distances avec le groupe en 1985 pour travailler avec Daniel Balavoine. Le 25 octobre 1987, un concert intitulé L'Évènement réunit une dernière fois le groupe au grand complet au Zénith de Paris, en compagnie des groupes Ange, Au bonheur des dames et du chanteur Dick Annegarn.
Gérard Blanc se consacre dès lors à une carrière en solo, encouragé par le succès de sa chanson Une autre histoire, sortie peu de temps auparavant et s'étant classé 2e au Top 50 pendant l'été, vendue à 600 000 exemplaires. Elle remporte également le Grand Prix de la SACEM. Le vidéo clip le met en scène dans le désert marocain avec Annie Pujol, sa compagne d'alors. Son second single, Du soleil dans la nuit, se classe 10e l'été suivant année de sortie de son premier album solo, Ailleurs pour un ailleurs, dont les quatre singles entrent au Top 50 en France.
En 2001, il retrouve Sylvain Pauchard et Alain Pewzner pour l'enregistrement d'une reprise d'Antisocial sur un album en hommage à Trust.
Son album Mes plus belles histoires sort le 19 mai 2003. Il crée sa société Blanc Musiques avec sa compagne et manager Brigitte Skiavi. Il conçoit et réalise L'Anthologie de Martin Circus avec BMG en 2004. Il coproduit le CD/DVD Blanc Public en 2006. Il se produit à l'Olympia le 20 mars 2008 puis travaille à la réalisation d'un double CD et DVD Gérard Blanc, Made In Paris.
Victime d'un malaise cardiaque en octobre 2008 qui lui vaut douze jours de coma, il meurt d'une hémorragie cérébrale le 25 janvier 2009 à son domicile dans le 17e arrondissement de Paris. Il devait participer, moins de deux mois après, à la saison 4 de la tournée à succès Âge tendre, la tournée des idoles.
Son album Gérard Blanc, Made In Paris sort quelques mois plus tard.

### Vie privée
Gérard Blanc est le père de la comédienne Laura Blanc, issue de sa liaison avec la chanteuse Lesley Jayne, et de Lou, née en 1992 de sa relation avec l'animatrice de télévision Annie Pujol. 
Au moment de sa mort, il était marié à la comédienne Brigitte Skiavi, épousée en 2007.

## Filmographie

### Cinéma
- 1966 : Petite fuite en froid, court métrage de Jean Dasque
- 1967 : Le Naufrage de Robinet, court métrage de Jean Dasque
- 1971 : Les Bidasses en folie de Claude Zidi : le chanteur des Martin Circus
- 1979 : Les Bidasses en vadrouille de Christian Caza : Gérard
- 1997 : Nettoyage à sec d'Anne Fontaine : Bertrand

### Télévision
- 1964 : Thierry la Fronde, épisode L'Héritage de Pierre : Renaud
- 1965 : Le Violon de Jacques-Gérard Cornu : le dessinateur

## Discographie

### Parolier
- 1982 : Vous de Cassie.

### Albums
- 1988 : Ailleurs pour un ailleurs
- 1991 : Noir et blanc
- 1995 : À cette seconde-là !
- 1999 : Tout blanc
- 2003 : Mes plus belles histoires
- 2006 : Gérard Blanc Public
- 2008 : Les Plus Grands Succès de Gérard Blanc et Martin Circus
- 2009 : Gérard Blanc, Made in Paris

### Vidéographie
- 2006 : Gérard Blanc Public - Les Concerts (DVD)
- 2009 : Made in Paris (DVD).